# Colposcopia

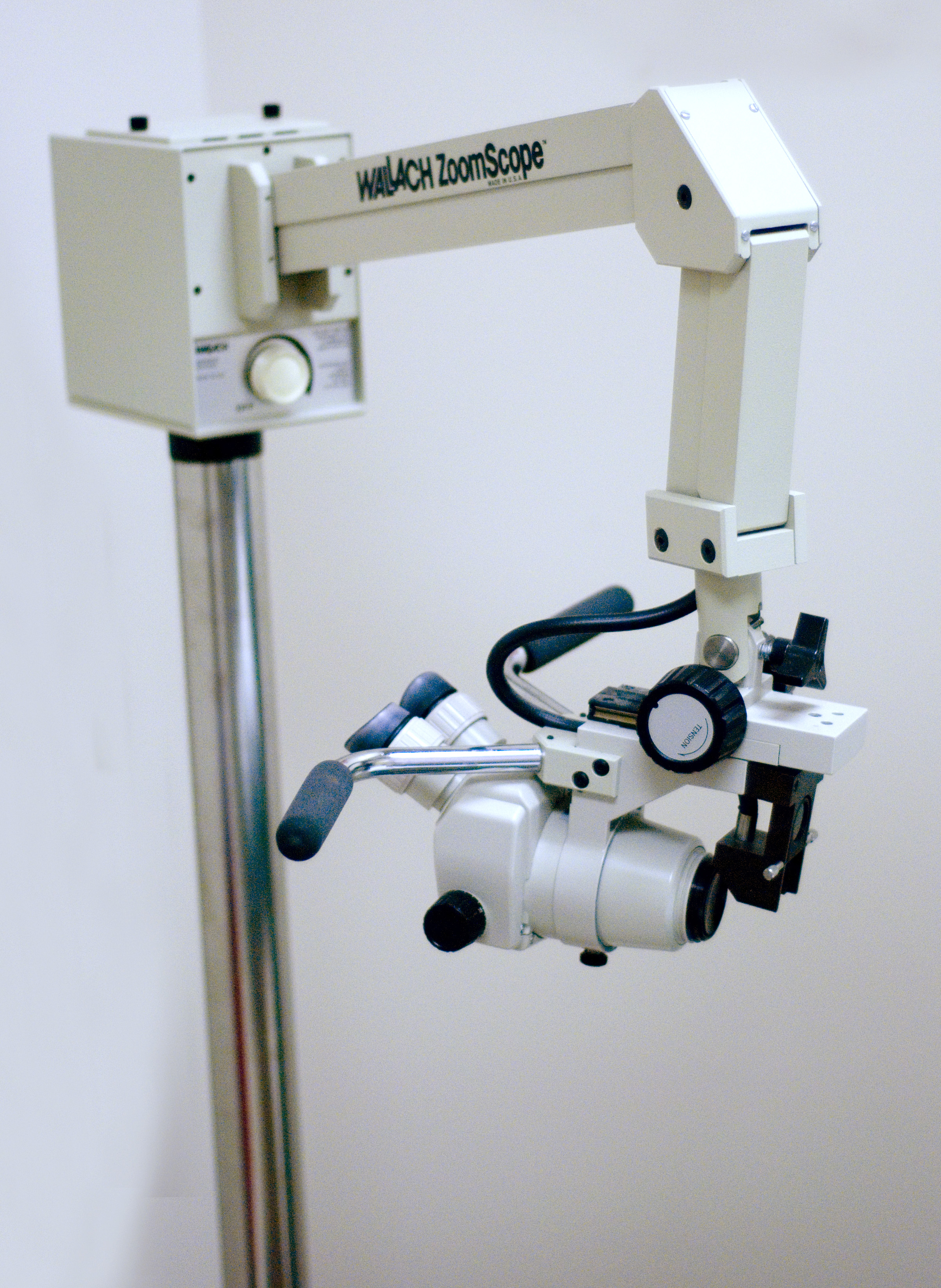
Colposcópio

Colposcopia (do grego kolpos vagina e skopos observar) é um procedimento médico diagnóstico para avaliar o colo do útero (cérvix) e os tecidos da vagina e vulva por via de um instrumento que amplia e ilumina estas estruturas (colposcópio). Geralmente feito pelo ginecologista junto com um exame papanicolaou.
A função do exame frequentemente é fazer um diagnóstico precoce câncer de colo de útero, causado na maioria dos casos pelo vírus do papiloma humano (HPV), transmitido sexualmente. O uso de camisinha e a vacina contra o HPV previnem esse câncer, reduzindo a frequência que esse exame é necessário.
Também pode ser realizado como parte de um exame forense de violação sexual ou como parte do diagnóstico de uma síndrome genética com intersexualidade.

## Procedimento
Normalmente é feito para investigar se há lesões causadas pelo vírus do papiloma humano (HPV). No decurso do exame, o médico mantém o colo do útero aberto e aplica uma solução de 3% a 5% de ácido acético e lugol no colo do útero. Passado um minuto, as lesões pré-cancerosas aparecem tomando uma cor esbranquiçada, podendo ser vistas através do colposcópio.

## Outros nomes
- Inspeção visual com ácido acético (IVAA).